# タウバーの定理
解析学において、タウバーの定理（タウバーのていり、英: Tauber's Theorem）は無限級数の収束に関する定理。ある一定の条件の下、無限級数におけるアーベルの定理の逆が成り立つことを述べる。オーストリアの数学者アルフレッド・タウバーが1897年に示した。後に英国の数学者G. H. ハーディとJ. E. リトルウッドはタウバーの定理を原型とする種々の拡張を与え、それらをタウバー型定理と呼んだ。

## 導入
∑
 anは∑∞
n=0 an=lを満たす実数の級数とする。このとき、アーベルの定理によれば、f(x)= ∑∞
n=0 anxnを収束半径1のベキ級数とすると、f(x)はx → 1 −でf(x) →lを満たす。また、クロネッカーによる定理によれば、n → ∞で 1/n∑∞
k=0 kak→0が成り立つ。
一方でアーベルの定理の逆は必ずしも成り立たない。すなわち、f(x)= ∑∞
n=0 anxnを収束半径1のベキ級数としたときに、f(x)がx → 1 −でf(x) →lという条件を満たす、言い換えればアーベル総和可能であっても、∑∞
n=0 anはlに収束するとは限らない。例えば、 an=(−1)nとすると、f(x)= ∑∞
n=0 anxn=1/1+xは f(x)=1/2であるが、∑∞
n=0(-1)nは収束しない。また、クロネッカーによる定理の逆についても同様であり、n → ∞で1/n∑∞
k=0 kak→0という条件が満たされても、∑∞
n=0 anは収束するとは限らない。しかしながら、タウバーの定理はアーベルの定理とクロネッカーによる定理の結果が同時に満たされているならば、逆に∑∞
n=0 an=lが成り立つことを保証する。

## 定理の内容
級数∑
 anはアーベル総和可能、すなわち、収束半径1のベキ級数f(x)= ∑∞
n=0 anxnがx → 1 −でf(x) →lを満たすとする。このとき、条件
(T0) {\displaystyle \lim _{n\to \infty }{\frac {1}{n}}\sum _{k=0}^{n}k{a_{k}}\to 0}
が満たされるならば、
{\displaystyle \sum _{n=0}^{\infty }{a_{n}}=l}
が成り立つ。この定理をタウバーの定理という。条件(T0)は、
(T'0) {\displaystyle \lim _{n\to \infty }na_{n}=0}
に置き換えてもよい。

## タウバー型定理
タウバーの定理における条件(T0)または(T'0)はアーベル総和可能でアーベル総和の値がlとなる級数が通常の意味でlに収束する条件を与えている。より一般的に、総和法において、値lに総和可能な級数が(T0)や(T'0)のようにlに収束する条件をタウバー型条件と呼び、タウバー型条件を与える定理をタウバー型定理と呼ぶ。
タウバーの定理における条件(T'0)はランダウの記号を用いると、
(T'0) {\displaystyle a_{n}=o{\biggl (}{\frac {1}{n}}{\biggr )}}
と表すことができる。1911年にJ. E. リトルウッドはこれをさらに弱い条件
(T1) {\displaystyle a_{n}=O{\biggl (}{\frac {1}{n}}{\biggr )}}
と置き換えることができることを示した。
さらにG. H. ハーディとJ. E. リトルウッドはこの条件を弱め、定数Cが存在し
(T2) {\displaystyle na_{n}\geq -C\quad (n=1,2,\cdots )}
とすることができることを示した。